# アタクパメ
アタクパメ（Atakpamé）は、トーゴの高原州の州都。2022年国勢調査によると人口は9万8193人で、トーゴで5番目に大きい。トーゴの南北幹線上に位置し、首都ロメからは161km北に位置する。アタクパメはこの周辺一帯の産業の中心地である。また、北のブリッタ県と首都ロメを結ぶトーゴ鉄道本線もアタクパメを通る。
この街は、ドイツ領トーゴラント時代(1884年～1916年)から行政の中心であった。